# Atopsyche perlucida
Atopsyche perlucida is een fossiele soort schietmot uit de familie Hydrobiosidae.